# 予後不良 (競馬)
競馬における予後不良（）とは、主に競走馬が競走中や調教中などに何らかの原因で主に脚部等に故障を発生させた際など回復が極めて困難で、薬物を用いた安楽死の処置が適当であると獣医師が診断した状態を言う。
転じて、競走馬への安楽死処置そのものに対する婉曲的表現として用いられる場合も多い。特に、競走中の骨折等を原因として予後不良に至る場合は「パンク（する）」と表現されてきた。

## 概要
競走馬の多くを占めるサラブレッドの脚部は骨折、ヒビなどの故障が発生しやすく、「ガラスの脚」と形容されるほどである。品種によって体重は異なるが、軽種馬であるサラブレッドの場合でも 400 - 600キログラム程度となり、静止している状態でも足1本あたり100キログラム以上の負荷が掛かることになる。
下肢部に骨折やヒビなどの故障が発生した馬は、その自重を他の健全肢で支えなければならないため、過大な負荷から健全肢にも負重性の蹄葉炎（）や蹄叉腐爛（）といった病気を発症する。そのため、病状が悪化すると自力で立つことが不可能となり、最終的には死へ到る。
治療法としては、下肢部の負荷を和らげるため、胴体をベルトで吊り上げたり、水中による浮力を利用するためプール等を用いる方法がある。だが、馬は体重が適度にかかっていなければ蹄への血行を維持できないこと、心臓だけでは血液を全身に行き渡らせることができず、歩行することで生じる血流をポンプ替わりにしていること、適度な運動がなければ容易に腸捻転や胃破裂を起こしてしまうこと、馬と人は言葉が通じないためこのような満足に歩けず拘束された環境では過大なストレスを溜め込んでしまうことから、必要な治療費や治療期間中の飼育費など金銭面での負担が莫大になり、また、上述した負重性蹄葉炎などの問題から生存率が高くないなどリスクも大きい。このため大多数の競走馬は予後不良と診断された直後に安楽死の処置が取られ処分される。

## 殺処分の方法
安楽死の手段としては薬殺が一般的である。獣医師による麻酔薬、筋弛緩剤や心停止薬の投与により殺処分が行われる。かつては国により銃殺も行われた。明治時代には馬場で観客の目の前で拳銃による銃殺が行われたこともある（後節個別の事例参照）。
日本の場合は、火葬されたのちに馬頭観音に供養される。かつては殺処分された馬を馬肉に転用することもあったが、現在では予後不良の場合はほぼ全て薬殺処分を行っているため、食品の安全衛生管理上市場に流通することはない。

## 個別の事例

### 日本での公認競馬初期の特殊な事例
ベンテン号1907年（明治40年）12月7日、目黒競馬場開設初日の第5競走でベンテン号はレース途中に足を怪我する。明らかに治る見込みのない怪我で、ベンテン号はその場で銃殺された。当時は日本の競馬黎明期で競馬運営を知っている日本人は少なかったので横浜競馬場から指導に来ていた外国人による処置である。馬の足を縛り間近からピストルで2発、眉間に打ち込み観客の目の前で馬場は血に染まったという。この光景を見ていた観客の中には婦人客も多く、また清の皇族もいたという。東京朝日新聞は、馬を苦しみから救うために殺処分すること自体は仕方ないとしても、大勢の観客の目の前で銃殺が行われたことを非行であると非難している。

### 手が施された末に苦しんだ後、安楽死の判断が下された馬
処置後の効果が得られない、また手術に成功しても術後のストレス（侵襲）と、それによって発生する二次的な疾病が大きな壁となる場合がある。
テンポイント1978年（昭和53年）1月、当時のスターホースであったテンポイントが競走中に骨折し、予後不良と診断された際、ファンや馬主の助命の嘆願、テレビや新聞報道による世間からの大きな反響もあり、安楽死の処分を採らずに、当時前代未聞の大手術を施したのち、1か月半あまりの闘病生活を送った。しかし、最終的には致命的な蹄葉炎を発症、衰弱死した。このテンポイントの一件は競走馬の治療の是非に対する議論を巻き起こした。他方、これによって得られたデータはその後の競走馬のみならず、動物園などで飼育されるウマ目全般に関する動物医療の技術向上に大いに寄与することとなった。
サクラスターオー1987年（昭和62年）の有馬記念で左前脚に重度の骨折を発症し、予後不良と診断された際、馬主の助命の嘆願により大手術が行われ、半年程闘病生活を送ったが、立ち上がろうとして右前脚を脱臼して立ち上がれなくなったため、関係者がやむなく安楽死の措置を執った。
サンエイサンキュー1992年（平成4年）に札幌記念を優勝したサンエイサンキューは同年の有馬記念を競走中に骨折し競走中止。本来であれば予後不良になるはずだったが馬主がサンエイサンキューを繁殖牝馬にしたいと要望した事により、延命措置が試みられた。最終的に安楽死になることはなかったが、蹄葉炎を併発した後に1994年（平成6年）に心臓麻痺を起こし死亡した。
バーバロ2006年（平成18年）にはこの年のケンタッキーダービー馬バーバロがプリークネスステークスで重度の粉砕骨折を発症、かつて行われたことが無いと言われる大がかりな手術を行い、その時点では一命を取り留めたものの、闘病生活の中でテンポイントと同様に蹄葉炎を発症、最終的には翌2007年（平成19年）1月に安楽死の措置が執られた。
マティリアル予後不良に相当する骨折で闘病生活を送ったものの、ストレスなどから下肢部以外に疾病を併発して、死亡するケースも存在する。著名なのはサクラスターオーの同期・マティリアルで、1989年（平成元年）の京王杯オータムハンデキャップにおいて右前第一指節種子骨を複雑骨折、症状は重かったが馬主の意向で手術が行われた。その手術自体は成功したものの、それから3日後、マティリアルは術後の痛みに耐えかねて馬房内で暴れ、ストレス性の出血性大腸炎を発症した。大量に下血して回復の見込みが立たなくなり、安楽死の措置を執ることとなったが、措置を実行する前にマティリアルは出血性ショックで死亡した。
アドマイヤキッス2008年（平成20年）の京都牝馬ステークスで骨折したアドマイヤキッスは、やはり当初の手術こそ成功したものの、その後、馬房内で暴れて骨折した箇所をさらに開放骨折し、安楽死措置が執られた。暴れた原因について新聞などは疝痛を発症した可能性を報じている。

### 予後不良の診断後、覆った例
予後不良の診断が、のちに変更されるケースも稀にある。2006年（平成18年）第2回中山競馬7日目（3月18日）9レース隅田川特別で右前浅屈腱断裂を発症して競走を中止したロードスフィーダは、最初予後不良と診断されたが、後日診断内容が競走能力喪失に変更になった。なお、骨折、急性心不全などを起こして、診断前に競馬場内で死亡した場合、JRAの公式記録では「予後不良」ではなく単なる「死亡」となっている（例：後述のコスモサンビーム、スキルヴィングなど）。

### 回復した事例
これらの例とは逆に、重度の故障から回復した馬にはビンゴガルー、ヤマニングローバル、サクラローレル、トシザブイ、ミルリーフ、ヌレイエフなどがいる。

### 航空機輸送で航空機長の判断で行われる可能性について
日本国外でのレースへの出走や、輸出入などで競走馬を空輸する場合、輸送中に暴れることは少ないが、万一空輸中に暴れ、馬および航空機にとって危険な状態と判断された場合は予後不良と同じ措置が採られる。航空機を用いた競走馬の長距離国際航空輸送のノウハウがまだ確立されていなかった時代のエピソードではあるが、1958年（昭和33年）にダービー馬ハクチカラが米国遠征を敢行した際、輸送に使用されたチャーター機の機長には拳銃の所持が許可され、万一馬が暴れて手に負えなくなった場合には、機長の権限として馬を射殺してもよいとされ、関係者もこれに同意して航空機に搭乗させたことは有名である。

### 競走中の事故が原因で予後不良となった競走馬

#### 日本
ここでは日本のGI（級）競走優勝馬について述べる。
| 馬名               | 主な勝鞍                                              | 故障レース                                 | 故障内容・経過                               |
| ------------------ | ----------------------------------------------------- | ------------------------------------------ | -------------------------------------------- |
| ナスノコトブキ     | 1966年菊花賞                                          | 1967年天皇賞（春）                         | 左第三中足骨骨折等                           |
| キーストン         | 1965年東京優駿                                        | 1967年阪神大賞典                           | 左第一指関節完全脱臼                         |
| ハマノパレード     | 1973年宝塚記念                                        | 1973年高松宮杯                             | 左前種子骨粉砕骨折等                         |
| キシュウローレル   | 1972年阪神3歳ステークス                               | 1974年京都牝馬特別                         | 左第一指関節開放脱臼                         |
| テンポイント       | 1975年阪神3歳ステークス、1977年天皇賞（春）、有馬記念 | 1978年日経新春杯                           | 左後第三中足骨開放骨折、第一趾骨複骨折       |
| キングスポイント   | 1982年中山大障害（春）、中山大障害（秋）              | 1984年中山大障害（春）                     | 右足根骨粉砕骨折                             |
| シャダイソフィア   | 1983年桜花賞                                          | 1985年スワンステークス                     | 左第一指関節開放脱臼                         |
| ノアノハコブネ     | 1985年優駿牝馬                                        | 1985年阪神大賞典                           | 寛骨骨折                                     |
| サクラスターオー   | 1987年皐月賞、菊花賞                                  | 1987年有馬記念                             | 左前脚繋靱帯断裂、第一指関節脱臼等           |
| ライスシャワー     | 1992年菊花賞、1993年、1995年天皇賞（春）              | 1995年宝塚記念                             | 左第一指関節開放脱臼                         |
| ワンダーパヒューム | 1995年桜花賞                                          | 1996年京都牝馬特別                         | 左第一指関節脱臼等                           |
| ホクトベガ         | 1993年エリザベス女王杯ほか                            | 1997年ドバイワールドカップ                 | 左前腕節部複雑骨折                           |
| サイレンススズカ   | 1998年宝塚記念                                        | 1998年天皇賞（秋）                         | 左手根骨粉砕骨折                             |
| シンボリインディ   | 1999年NHKマイルカップ                                 | 2001年ダービー卿チャレンジトロフィー発走前 | 右下腿骨開放骨折                             |
| ビッグウルフ       | 2003年ジャパンダートダービー                          | 2005年園田金盃                             | 左前脚開放骨折                               |
| マジェスティバイオ | 2011年中山大障害、2012年中山グランドジャンプ          | 2013年イルミネーションジャンプステークス   | 右前浅屈腱断裂                               |
| アポロマーベリック | 2013年中山大障害、2014年中山グランドジャンプ          | 2015年中山大障害                           | 左第三中手骨開放骨折                         |
| リバティアイランド | 2023年牝馬三冠、2022年阪神ジュベナイルフィリーズ      | 2025年クイーンエリザベス2世カップ（香港）  | 左前脚種子骨靭帯内側・外側断裂、球節部亜脱臼 |

シンボリインディはゲート入り後にゲートの下を潜り抜けてしまって故障を発生したという稀なケースである。
ナスノコトブキ、テンポイント、サクラスターオーの3頭は予後不良の診断が下ったが、馬主サイドの意向により治療が行われた。しかし、ナスノコトブキとテンポイントは療養中に衰弱死、サクラスターオーは約5ヶ月の闘病の末に別の箇所を骨折し、安楽死の措置が執られている。
なお、コスモサンビーム（2003年朝日杯フューチュリティステークス優勝馬）は、2006年の阪急杯で急性心不全を発症し競走を中止したが、安楽死の措置に至らず、その場で死亡している（この場合、競走成績の記事などにおいては「予後不良」ではなく「死亡」と明記される）。コスモサンビームに類似する例としては、第90回東京優駿のスキルヴィング、2015年JBCスプリントのタガノジンガロのケースなどがあり、いずれも予後不良ではなく「死亡」として扱われている。一方でミリアッドラヴは同様に急性心不全を発症して競走を中止、死亡したが、JRAの成績記事においては「死亡」と明記されていない。
また、上述のレース中の事故の他、調教中や放牧中の事故で予後不良になったケースが存在する（例：ジョワドヴィーヴル、アウォーディー、シャケトラ、スノーフォール、ヴァイスメテオール）。

#### 日本調教馬以外で有名な例
- ラフィアン（1972年ニューヨーク牝馬三冠ほか）1972年にフーリッシュプレジャーとのマッチレース途中で故障（左前種子骨粉砕骨折）。本馬の一件以降、アメリカでは公式のマッチレースは開催されていない（非公式マッチレースは1試合のみ）。
- ゴーフォーワンド（1989年ブリーダーズカップ・ジュヴェナイルフィリーズほか）1990年ブリーダーズカップ・ディスタフで故障。生涯最終戦のBCディスタフまでG1競走を5連勝（通算でG1競走7勝）し、また悲劇的な最期から「ラフィアンの再来」とも言われた。
- ジョージワシントン（2006年キングジョージ6世&クイーンエリザベスステークスほか） - 2007年ブリーダーズカップ・クラシックで故障（右前管骨開放骨折等）。
- リワイルディング（2011年ドバイシーマクラシック、プリンスオブウェールズステークス）- 2011年キングジョージ6世&クイーンエリザベスステークスで故障（左前脚管骨骨折）。
- トレーディングレザー（2013年アイリッシュダービーなど） - 2014年ジャパンカップで故障（右第1指骨粉砕骨折）。日本特有の硬い高速馬場が遠因となったとの見解もある[10]。
- コロエバス（2022年2000ギニーステークス、セントジェームズパレスステークス） - 2022年ムーラン・ド・ロンシャン賞で故障。